# Acacia microsperma
Acacia microsperma är en ärtväxtart som beskrevs av Leslie Pedley. Acacia microsperma ingår i släktet akacior, och familjen ärtväxter. Inga underarter finns listade i Catalogue of Life.